# 霧の高原

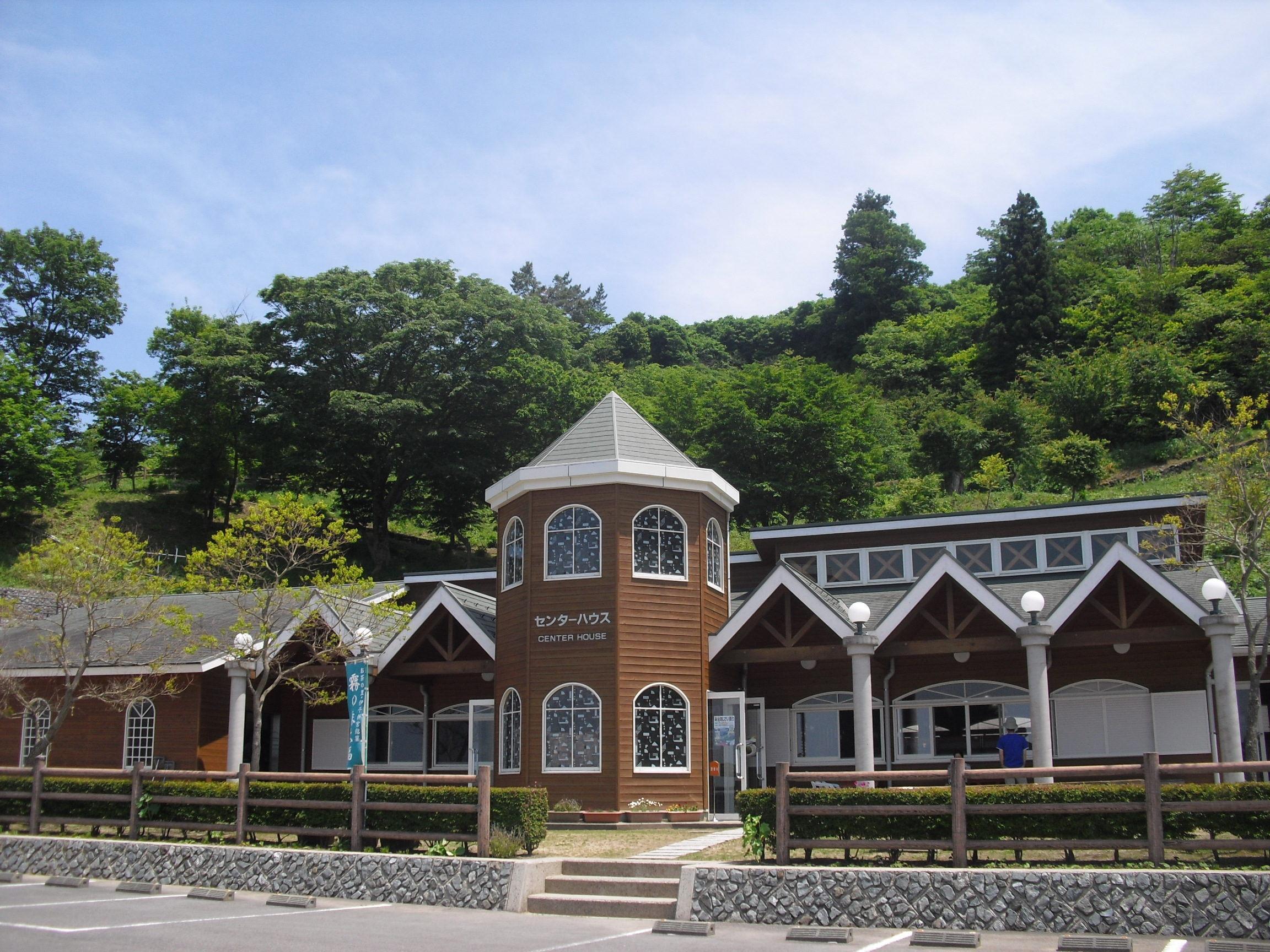
霧の高原

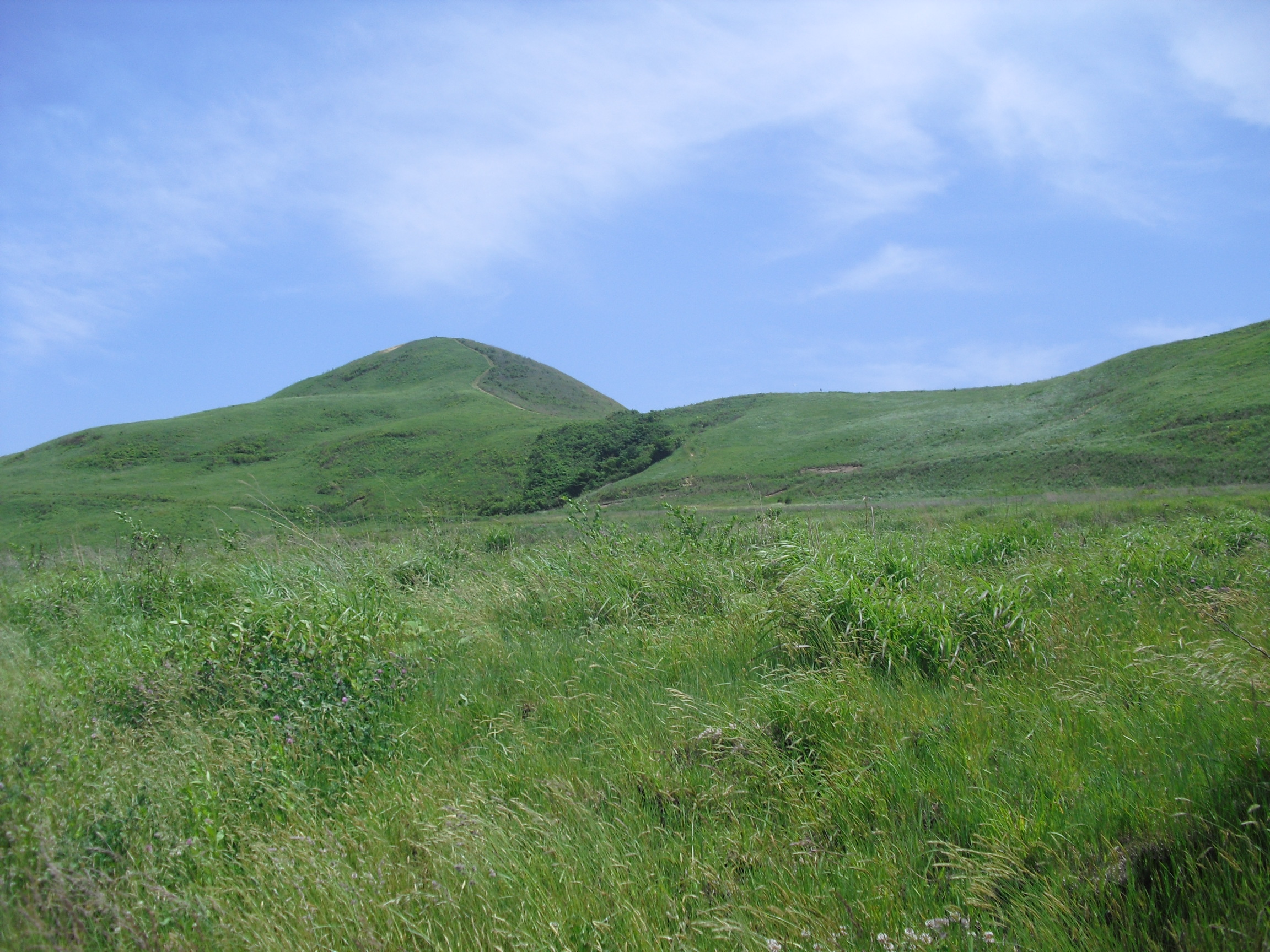
塩塚高原と塩塚峰

霧の高原（きりのこうげん）は、塩塚峰に広がる塩塚高原の愛媛県四国中央市新宮町にある観光施設。

## 施設
- 霧の高原コテージ：4棟
- オートキャンプ場：車横付け可、電源・流し台完備（各区画）
- テントデッキ
- バーベキューハウス：食材完備、後片付け不要、屋根あり（前日までに要予約）
- センターハウス：総合案内施設となっており、軽食・売店のほか、コインランドリー・シャワー完備
- プレイゲレンデ：人工芝、ソリ・プロテクター完備
- マウンテンバイク：マウンテンバイク貸出（子供用あり）
- パラグライダー体験スクール：要予約

## 交通
- JR土讃線阿波川口駅より車で約25分。
- JR予讃線川之江駅より車で約60分。
- JR土讃線・予讃線・瀬戸大橋線伊予三島駅より車で約60分。
- 高知自動車道「新宮インターチェンジ」より約25分。
- 松山自動車道「三島川之江インターチェンジ」より約50分。

## 営業期間
- 営業期間：4月1日～10月31日と鳥人間パラグライダー仮装大会の前日・当日。
- 定休日：月曜（祝日の場合は火曜）、夏休みとゴールデンウイークは無休。

## 周辺情報
- 塩塚高原キャンプ場
- 塩塚高原展望台
- 新宮あじさいの里
- 山城ホタルの里公園
- 霧の森
- 小歩危